# 송유석
송유석(宋裕錫, 1966년 7월 16일 ~ )은 전 KBO 리그 해태 타이거즈, LG 트윈스, 한화 이글스에서 활약했던 투수이다. 투창 선수 출신으로 투구 폼이 독특한 것으로도 유명했다. 1993년 한국시리즈 3차전에서 인상적인 활약을 펼치며 해태 타이거즈의 우승에 기여하기도 했다. 그러나 1996년 2월 하와이 전지훈련에서 발생한 항명 사태 때문에 1996년 시즌 후 LG 트윈스로 트레이드되었다. 그 후 LG와 한화 이글스에서 선수 생활을 하다가 새로운 소속팀을 찾지 못하고 은퇴를 선언했으며 은퇴 이후 건설업체에서 근무하고 있으며 광주 CMB의 야구 해설가도 맡고 있다. 프로 생활 17년 동안 통산 467경기 1159 2/3이닝 동안 62승 50패 36세이브 2홀드 방어율 3.84, 577개의 탈삼진을 기록했다. 그의 아들은 송현우(동국대 졸업) 야구선수이다. 

## 출신학교
- 대서남초등학교 (전남 고흥군 대서면에 있었으나 현재는 폐교되었음)
- 고흥대서중학교
- 광주진흥고등학교

1. ↑  “[인사이드 피치] 148. 김응룡과 이순철”. 중앙일보. 2004년 3월 15일. 2020년 2월 10일에 확인함.